# Guacamelee!
Guacamelee! é um jogo eletrônico de plataforma de ação e brawler do tipo metroidvania, desenvolvido pela empresa DrinkBox Studios, lançado em abril de 2013, baseado na cultura e folclore mexicano.
Em 2013 foi lançado inicialmente para os consoles PlayStation 3 e Vita, no mesmo ano foi portado para o sistema Microsoft Windows, em 2014 para os sistemas OS X e Linux.
Em julho de 2014, foi lançada uma edição aprimorada intitulada Super Turbo Championship para os consoles e sistemas: Wii U, Windows, PlayStation 4, Xbox One e, Xbox 360, e em outubro 2018 foi lançado para o console Nintendo Switch.
Em em outubro de 2017, foi lançada a sequência, Guacamelee! 2, inicialmente para o console PlayStation 4, que inclui jogabilidade cooperativa para quatro jogadores.
que uniria os mundos dos vivos e dos mortos sob o governo do vilão.

## Jogabilidade
Guacamelee é uma plataforma de ação estilo 2D híbrido metroidvania, onde os jogadores controlam o luchador Juan e exploram um mundo aberto e não linear para completar os objetivos da história, enquanto conseguem atualizações de personagem e lutam contra inimigos.
As moedas coletadas dos inimigos derrotados são usadas para comprar habilidades nas lojas, que também funcionam como pontos de controle.
O jogo apresenta um modo cooperativo drop-in, com o segundo jogador assumindo o papel de Tostada, o Guardião da Máscara.
Conforme os jogadores progridem no jogo, Juan abre as "estátuas de Choozo", uma referência direta às "estátuas de Chozo" de Metroid, ganhando novas habilidades. Algumas destas dão novas opções de combate com cada cor de movimento correspondendo a obstáculos de cores semelhantes no mundo, exigindo que Juan aprenda movimentos específicos antes de acessar certas áreas. Outras habilidades incluem atualizações de movimento, como um salto duplo, uma transformação de galinha para atravessar pequenos corredores e a habilidade de cruzar entre o mundo dos vivos e o mundo dos mortos para acessar áreas e combater inimigos que residem em cada plano.

## Enredo
Em uma vila no México, Juan Aguacate é um humilde agricultor de agave. No Dia de los Muertos ele encontra-se com uma amiga de infância e interesse amoroso, a filha do presidente, Lupita. Um esqueleto de charro maligno chamado Carlos Calaca ataca a vila, a sequestra e, mata Juan. Sendo assim, enviado para a terra dos mortos, um mundo paralelo onde os mortos residem. Onde Juan encontra uma luchadora misteriosa chamada Tostada, que dá a Juan uma máscara mística que o transforma em um poderoso luchador, o levando de volta ao mundo dos vivos.
Enquanto ele enfrenta X'tabay, um dos tenentes de Calaca, é transformado em um galo e, trazido de volta à forma humana com a ajuda de outro galo com poderes misteriosos. Após derrotar X'tabay, ela se recupera, revelando que Calaca já foi um grande rodeio, que quebrou o braço antes de uma competição importante e vendeu sua alma ao Diabo para curá-la com tempo suficiente para a competição. Mas logo após a vitória, o Diabo pediu o pagamento, o arrastando ao inferno. Mas com a ajuda de X'tabay ele enganou o Diabo transformando-o em um galo.
Juan ganha poderes para enfrentar e derrotar o resto do exército de Calaca. Juan persegue Calaca até o altar do sacrifício, o derrota, mas não consegue salvar Lupita. No final, Juan retorna à aldeia e vive sua vida em paz até se reunir com Lupita na vida após a morte e a máscara desaparece. No final alternativo, alcançado quando o jogador passa por todas as provações ocultas. Lupita é revivida com o poder da máscara de Juan, que se quebra, e os dois voltam juntos para a aldeia onde se casam.

## Desenvolvimento e lançamento

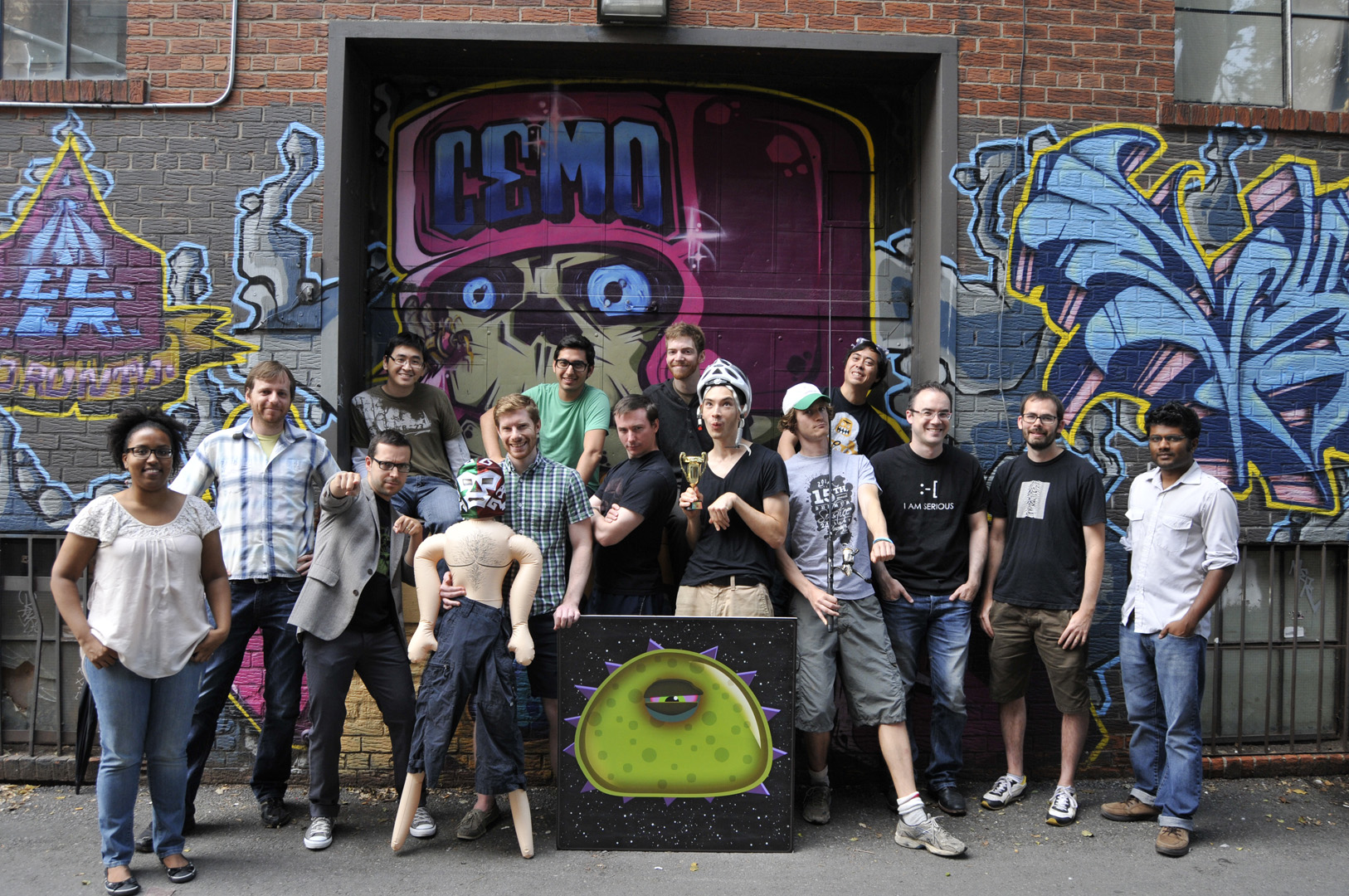
A equipe de desenvolvimento da DrinkBox

O jogo foi originalmente lançado para PlayStation 3 e PlayStation Vita em abril de 2013, com suporte para compra cruzada, com missões e trajes adicionais lançados como conteúdo para download (DLC).
Em agosto de 2013, Guacamelee! Edição de ouro, foi lançado na plataforma Steam, junto com o DLC lançado anteriormente e, suporte ao Steam Workshop, permitindo aos jogadores criarem seus próprios skins de personagens usando Adobe Flash, para serem compartilhados online. Esta versão foi lançada posteriormente para OS X e Linux em fevereiro de 2014. Guacamelee! Super Turbo Championship Edition , que adiciona níveis e chefes adicionais além do DLC anterior, foi lançado para PlayStation 4, Xbox One, Windows, Xbox 360 e Wii U em julho de 2014.
Em maio de 2015, o jogo foi um título gratuito aos assinantes do PlayStation Plus.
A versão Nintendo Switch foi lançada no dia 8 de outubro de 2018, com planos da DrinkBox Studios de trazer também a sequência Guacamelee! 2 para o Switch antes do final de 2018. O tema mexicano foi proposto pelo animador da empresa.

### Edição física
Em julho de 2015, a DrinkBox se uniu à empresa de assinaturas IndieBox, para distribuir um lançamento físico exclusivo, personalizado e numerado individualmente do Guacamelee! Esta caixa de colecionador limitada incluía um flash drive com um arquivo de jogo sem DRM, trilha sonora oficial, manual de instruções, chave do Steam e vários itens colecionáveis personalizados.
Em agosto de 2017, a Vblank Entertainment lançou uma versão de varejo limitada do Guacamelee! Super Turbo Championship Edition para PlayStation 4, limitado a 3 800 cópias.

## Recepção
Em agosto de 2012, Guacamelee! foi nomeado no Indiecade. Em 2013, também foi indicado para o Festival de Jogos Independentes na categoria arte visual. O portal Imagine Games Network - IGN deu ao jogo a nota 9.0, citando que a única falha do jogo foi a curta duração.

## Cultura popular
Juan foi planejado para aparecer como um personagem especial jogável no jogo Hex Heroes para Wii U e PC. Tanto Juan quanto Tostada aparecem como personagens "convidados" jogáveis no jogo Runbow para Wii U. Juan aparece em Indivisível como personagem convidado. Juan também aparece como personagem jogável no jogo de luta Brawlout .